# Benjamin Zulu
Benjamin Zulu (28 aprile 1968 – 7 novembre 2006) è stato un calciatore e giocatore di calcio a 5 zimbabwese.

## Carriera
Con la nazionale maschile di calcio a 5 dello Zimbabwe ha disputato il FIFA Futsal World Championship 1989 nel quale la selezione africana non ha superato il primo turno, affrontando Stati Uniti, Italia e Australia. È scomparso nel 2006, a 38 anni.